# Adulticida
Un adulticida es un tipo de agente químico o producto insecticida que mata en su fase adulta a una plaga o parásito dañino.

## Usos frecuentes de los adulticidas
El control de plagas se aplica en casos de infestación por:
- Mosquitos o zancudos adultos responsables de propagar la malaria, el dengue, la fiebre del Zika y el virus del Nilo Occidental

- Moscas que transmiten enfermedades como el cólera, fiebre tifoidea, disentería, salmonelosis, tracoma, lombrices

- Pulgas que en las mascotas producen pérdida de peso, diarrea, malestar general, adelgazamiento, anemia, alergia por picaduras mientras en los humanos transmite enfermedades como la peste y el tifus

- Garrapatas que transmite en humanos enfermedades como la enfermedad de Lyme, fiebre de Colorado, fiebre de las montañas rocosas, tularemia, virus de Crimea-Congo y en los animales anaplasmosis, babesiosis, ehrlichiosis, enfermedad de Lyme, Hepatozoonosis, parálisis por picadura la cual afecta a humanos también.

- Cucarachas a diferencia de otros vectores, estas no causan enfermedades en los seres humanos y los animales directamente a través de picaduras, estas causan enfermedades indirectamente al arrastrar consigo los gérmenes y bacterias e incluso agentes alérgenos de todos los lugares por donde pasan. Pueden transmitir patógenos como: E. Coli, Salmonella, Staphylococcus, Streptococcus, agentes de fiebre tifoidea, cólera, gastroenteritis, disentería y lepra.[1]

### Aplicación de adulticidas
Una empresa o técnico de control de plagas son los encargados de  aplicar la fumigación con adulticidas; sin embargo, también se ofrecen distintos productos de uso casero en el mercado que ayudan a controlar la infestación provocada por estos agentes.  
Los adulticidas se pueden usar en interiores y exteriores. Algunos  matan a los parásitos adultos de inmediato y otros siguen actuando por períodos más largos.

### Uso adecuado
Cuando se emplean siguiendo las instrucciones en la etiqueta del producto, los adulticidas de venta libre no causan daño a la gente, a las mascotas ni al medioambiente.
Lo normal es que en el caso de los animales se apliquen directamente mediante el uso de collares (anti pulgas), polvos, champús o productos de uso tópico.